# Brachyscome
Brachyscome é um género botânico pertencente à família Asteraceae.